# عمل الشباب

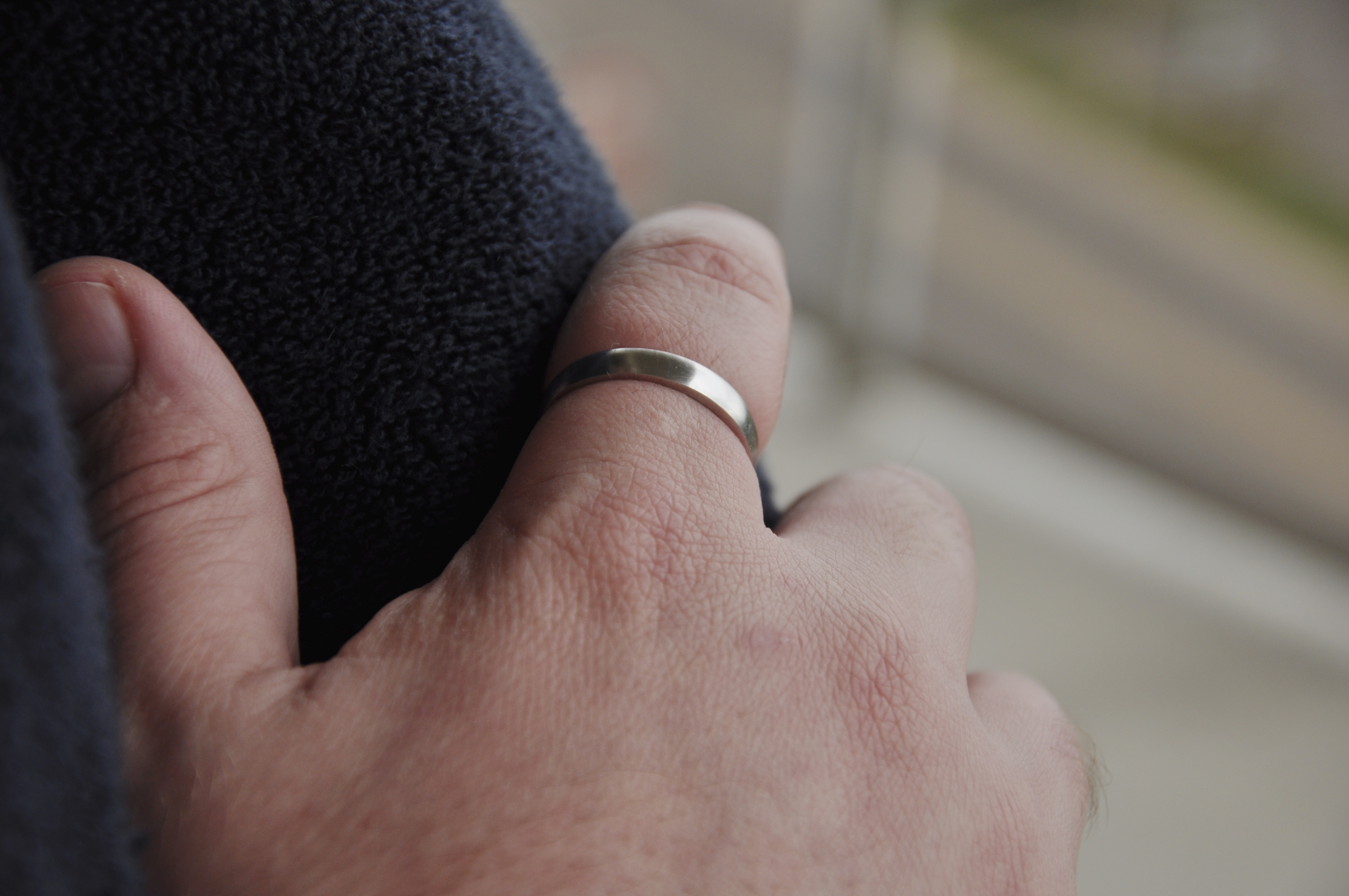
للاسف معظم العمل بهذه الايام يذهب لغير ذوي الحاجة او لغير المختصين مثال ،، مهندس معماري مو لاقي شغل بمهنتو مضطر يشتقل عامل او اي شي ثاني بمطعم او اوتيل .. لابد من وضع حل لمشكلة كل انسان يشتغل بشغلتوو والارزاق بيد الله. يا جماعة انا بشتغل معلم بمجال الطينة او ازريقة او لبخ او لياسة تختلف اسمائها من بلد لاخر نواجه مشكلة بالاسعار او باليوميات نلاقي الي مو مصلحتوو الطينة ماخذ شقل وكاسر السعرر شلون بدي اشتغل انا وابناء مهنتي .. وبالاخيرر الله يساعد الناس وبالاخص الشب

عمل الشباب هو نشاط دعم مجتمعي يستهدف الأطفال الأكبر سنًا والمراهقين.
اعتمادًا على الثقافة والمجتمع قد توجد خدمات ومؤسسات مختلفة لهذا الغرض. عمل الشباب في المملكة المتحدة هو عملية خلق بيئة يمكن للشباب فيها الانخراط في أنشطة تعليمية غير رسمية، تشمل الأنواع المختلفة من عمل الشباب من العمل في مركزية والعمل المنفصل والعمل المدرسي والعمل القائم على الدين. أما في جميع أنحاء الولايات المتحدة وكندا فعمل الشباب هو أي نشاط يسعى إلى إشراك الشباب في برامج منسقة بما في ذلك البرامج الترفيهية أو التعليمية أو الاجتماعية بطبيعتها وتصميمها.
يتم تعريف «عمل الشباب» على أنه الأنشطة التي تسعى عن قصد إلى التأثير على الشباب. وهي في المقام الأول مجموعة من الأنشطة غير المنظمة التي تم تحديدها وإعادة تعريفها وفحصها وإعادة اختراعها في الأجيال اللاحقة.
ينص قانون عمل الشباب لعام 2001 في أيرلندا على ما يلي:
«عمل الشباب» يعني برنامج تعليمي مخطط مصمم لغرض مساعدة وتعزيز التنمية الشخصية والاجتماعية للشباب من خلال مشاركتهم الطوعية، والذي
(أ) يكمل تعليمهم وتدريبهم الرسمي أو الأكاديمي أو المهني.
(ب) يتم توفيرها بشكل أساسي من قبل منظمات العمل الشبابي التطوعي.
ومع ذلك، فإن منتقدي هذا التعريف الخاص قالوا: "هذا التعريف يرى عمل الشباب في المقام الأول من حيث تنمية الشباب. ومع ذلك قد يجادل البعض بأن هذه وجهة نظر محدودة وأن المركزية في تعريف عمل الشباب هي الفكرة القائلة بأن عمل الشباب يجب أن يهدف إلى الانخراط في المجتمع وعمل تغيير اجتماعي في مجتمع غير متكافئ.
أفاد هؤلاء النقاد أنفسهم أن عمل الشباب يجب أن يسعى إلى «تحرير حقيقي لمشاركة الشباب وتمكين الشباب»
يُقال تاريخياً أن عمل الشباب يركز على خمسة مجالات، التركيز على الشباب، التركيز على المشاركة الطوعية والعلاقات، التزام الشباب والكبار بالمشاركة، أجواء ودية وغير رسمية، والتصرف بنزاهة.

## تاريخ عمل الشباب
غالبًا ما يؤكد عمل الشباب على الحاجة إلى إشراك الشباب في إدارة خدماتهم من خلال عملية يقودها الشباب. تاريخيا هناك عدد من الدوافع المختلفة لتطوير عمل الشباب في المملكة المتحدة. أولاً، كان عمال الشباب الأوائل -غالبًا من الطبقات الوسطى- يرون في كثير من الأحيان العمل مع الشباب المستحقين تعبيرًا عن إيمانهم المسيحي. ثانيًا، كان هناك اهتمام بغرس مجموعة من القيم من الطبقة الوسطى في شباب الطبقة العاملة.
كان هذا النهج المبكر لعمل الشباب موجودًا بالفعل منذ ولادة الثورة الصناعية في القرن التاسع عشر، والتي كانت المرة الأولى التي يغادر فيها الشباب منازلهم والصناعات المنزلية للهجرة إلى المدن الكبيرة. كانت نتيجة هذه الهجرة ظهور ثقافة الشباب في المناطق الحضرية، والتي تم الاستجابة لها محليًا بجهود السكان المحليين. على الرغم من تأسيس جمعية الشبان المسيحيين (ولاحقًا الكشافة) التي كان هدفها الوحيد هو معالجة هذه القضايا، كان التركيز دائمًا على رعاية الشباب.
في عام 1960 تم نشر مراجعة حكومية لخدمة الشباب، أُنشئت في نوفمبر 1958 وترأستها السيدة ألبيمارل. ودفعت بشكل مقنع لأنواع معينة من الخدمات التي يتعين توفيرها من قبل المجالس المحلية، وأدت إلى ظهور طفرة بناء كبيرة في المباني الجديدة لعمل الشباب. غالبًا ما كان يُنظر إلى الفترة التي أعقبت تقرير ألبيمارل على أنها عصر ذهبي فكانت فترة ازدهار عمل الشباب القائم على المركزية.
اليوم (كما هو موضح في وثيقة Transforming Youth Work الصادرة في عام 1998 من قبل DfES)، من الواجب القانوني لجميع المنظمات الحكومية المحلية تقديم خدمة للشباب في منطقتهم. ولأول مرة أيضًا يكون لخدمة الشباب أهداف وطنية يجب تحقيقها فيما يتعلق بالوصول (الاتصال الأولي) مع الشباب، وعدد العلاقات التي تم تطويرها مع الشباب، وعدد برامج التعلم المعتمدة التي تم تحقيقها من خلال خدمة الشباب.
في عام 1999 في المملكة المتحدة، وافقت المنظمات المهنية الوطنية الرئيسية والنقابات المهنية (CYWU) على الانضمام إلى الهيئات المهنية الأخرى التي تمثل ممارسي التعليم غير الرسمي (العاملون في المجتمع، والمعلمون البالغون من المجتمع، والمعلمون المجتمعيون)، لإنشاء منظمة تدريب وطنية واسعة في المملكة المتحدة تسمى PAULO (تم تسميتها تكريما للمعلم باولو فريري). تمت الموافقة رسميًا على PAULO من قبل الحكومة لوضع معايير التدريب المهني لجميع الأشخاص العاملين في قطاع التوظيف هذا. في عام 2002، شكلت PAULO جزءًا من مجلس مهارات قطاع التعليم مدى الحياة في المملكة المتحدة.

## مناهج عمل الشباب

### عمل الشباب المجتمعي
يقدم العاملون من الشباب في المجتمع أنشطة مجتمعية للشباب في مجموعة متنوعة من الأماكن عبر المجتمعات المحلية، بما في ذلك أماكن العبادة والمنظمات غير الربحية والوكالات الحكومية.

### تمكين الشباب
تمكين الشباب هو منح السلطة للشباب من قبل الكبار. قد يأخذ هذا شكل القيادة الشبابية في تخطيط البرامج أو التنظيم أو البحث أو التصميم أو التيسير أو التقييم. ولقد ثبت أن هذا النهج الذي يركز على الشباب فعال بشكل خاص في تعزيز واستدامة مشاركة الشباب وفعاليته عبر الحدود الثقافية والاجتماعية وغيرها. تشمل المخططات المرتبطة بتمكين الشباب برامج ذات أنواع مختلفة من مشاركة الشباب عبر المنظمات والحكومات والمدارس. ويشمل ذلك إشراك الشباب كمخططين وباحثين ومعلمين ومقيّمين وصناع قرار ودعاة.

### عمل الشباب المركزي
يتم تنفيذ هذا العمل الشبابي في أماكن مخصصة، والتي قد تشمل مرافق مثل المقاهي، والمرافق الرياضية، ومراكز المشورة. تقع معظم نوادي الشباب ضمن هذه الفئة الواسعة إلى حد ما. وهو يعتمد على اختيار الشباب المجيء إلى المركز، ولكن في بعض الحالات قد يكون مرتبطًا بالتواصل أو بعمل الشباب في المدرسة.

### عمل الشباب الديني
يتم تنفيذ عمل الشباب هذا على أساس الأخلاق الدينية وقد يكون لغرض مشاركة أو توليد الآراء الدينية. في الكنيسة المسيحية، قد يكون الهدف الرئيسي لعمل الشباب القائم على الإيمان مستمدًا من الوصية الكتابية بأن «تحب قريبك». في العديد من المواقف القائمة على الدين يتماشى جدول الأعمال أو الغرض الرئيسي من عمل الشباب مع الأهداف الروحية للدين، أو مع التقدم الملحوظ لشاب نحو هذه الأهداف. في أيرلندا الشمالية يعمل 64٪ من الشباب على أساس ديني.

### عمل الشباب المنفصل
إن العمل الشبابي المنفصل، في أنقى صوره هو شكل من أشكال توفير عمل الشباب في الشارع الذي يعمل بدون استخدام مركز ويحدث حيث يكون الشباب متواجدين على الصعيد الحغرافي والتنموي. غالبًا ما يتم الخلط بينه وبين عمل التوعية بسبب المبادئ المماثلة كإجراء اتصال في الشوارع مع الشباب «الذين يصعب الوصول إليهم» أو «غير المرتبطين». يُنظر إلى العمل المنفصل على أنه أكثر من مجرد محاولة تشجيع الشباب على استخدام ما هو موجود (وهو التعريف المستخدم غالبًا لعمل التوعية) ويتم استخدامه كوسيلة لتقديم التعليم غير الرسمي والاجتماعي ويهتم بمعالجة أي احتياجات يتم تقديمها إلى أو يتصورها عامل الشباب.
يشار إليه أيضًا باسم «العمل في الشوارع» من قبل بعض الممارسين الأوروبيين وأمريكا الشمالية والجنوبية، ويبدو أن العمل المنفصل الحديث قد تأثر في بريطانيا العظمى وأيرلندا بمساهمات مبكرة من الولايات المتحدة، وعلى وجه الخصوص أصبح مجلس الرفاهية في نيويورك مع عصابات الشوارع في الخمسينيات من أوائل الأدبيات المتوفرة حول موضوع العمل في الشوارع. ومع ذلك، كان للعمل في الشوارع دائمًا منذ تجسيداته الأولى دور يلعبه في عمل الشباب.
ومع ذلك، من المهم ملاحظة أن المساهمين في هذا الموضوع، على سبيل المثال (كوفمان، 2001) و (سميث، 1996.) ناقشوا الغموض المحيط بملكية أشكال العمل هذا والالتباس المنتظم حول أي شكل من أشكال العمل. إضافة إلى هذا هو حقيقة أنه في حين أن هناك الكثير من الدعم لتزويد العمل القائم على الشارع، إلا أن هناك القليل من التعريفات الموجودة للتمييز بوضوح (إن وجدت) بين الاختلافات (إن وجدت) بين «التواصل» والعمل «المنفصل». ومع ذلك، كلف المدير التنفيذي الإسكتلندي في عام 1998 The Princes Trust بتنفيذ مشروع التنمية الوطنية لتطوير إرشادات وأساليب أفضل الممارسات لرصد وتقييم وإنشاء تركيز وطني للتواصل والعمل الشبابي المنفصل. من خلال بحثهم، قدموا تعريفًا واضحًا وبسيطًا للعمل المنفصل.

### عمل الشباب التوعوي
على غرار عمل الشباب المنفصل، فإن التوعية هي شكل من أشكال عمل الشباب الذي يتم على أراضي الشباب وهي طريقة عمل تدعم وتكمل عمل الشباب القائم على المركزية. تستخدم في المقام الأول لإعلام الشباب بالخدمات الموجودة في منطقتهم ولتشجيعهم على استخدام مثل هذه الخدمات، يمكن أن يسعى التواصل أيضًا إلى تحديد أي ثغرات موجودة في الخدمات التي تهدف إلى تلبية احتياجاتهم. يُنظر إلى التوعية على أنها امتداد للعمل المرتكز على المركزية، ويتم عمل التوعية عندما ينزل العمال الذين يتخذون من المركز مكان عمل عادةً إلى الشوارع بأجندة خاصة بهم لمتابعة ذلك، عادةً لتشجيع الشباب على حضور ناديهم.
كما هو موضح أعلاه، هناك القليل من التعريفات المتاحة للتمييز بوضوح بين الاختلافات بين التواصل والعمل المنفصل ووفقًا لبحث The Princes Trust عن السلطة التنفيذية الاسكتلندية، قد يكون السبب في ذلك جزئيًا بسبب أوجه التشابه في الأماكن التي يتم فيها تنفيذ العمل (في الشوارع والحدائق والمقاهي) وحقيقة أن كلا النموذجين يعملان مع نفس الفئات المستهدفة من الشباب (أولئك الساخطين أو المنفصلين). علاوة على ذلك، يشير البحث إلى أن هناك حتى بعض الأدلة من العمل الميداني على أنه يمكن أن يكون هناك تداخل عرضي في الممارسة بين نمطي العمل. لهذه الأسباب وغيرها، حظيت التعريفات بتركيز أقل في الأدبيات من المبادئ والنوايا من كل من طرق العمل هذه.

### عمل الشباب المدرسي
يتم تنفيذ هذا الشكل من عمل الشباب في المدارس ويتم توفيره مباشرة للتلاميذ، غالبًا من قبل منظمة خارجية من المدرسة. قد يشمل دروسًا وتجمعات ونوادي ما بعد المدرسة والتوجيه الفردي وما إلى ذلك. قد يكون هناك ارتباط مع أنشطة الشباب غير المدرسية الأخرى.

## تنمية الشباب
تسعى برامج تنمية الشباب إلى تحديد احتياجات الشباب من منظور اجتماعي / تعليمي، وتلبية تلك الاحتياجات من خلال أنشطة منظمة ومقصودة تلبي تلك الاحتياجات. يشمل هذا المجال تنمية الشباب المجتمعي وأنشطة تنمية الشباب الإيجابية.